# Вруће игре
„Вруће игре“ је пети студијски албум групе Парни ваљак, сниман и миксован у Милану, у студију General Recording Sound 1980. године. Крајем исте године албум је објављен под издавачким лиценцама CBS и SUZY. Песму „Кад Мики каже да се боји“ потписује Џони Штулић, а аутор свих осталих је Хусеин Хасанефендић. Као хитови су се издвојиле песме „Неда“, у којој су пристни утицаји ска музике, „Јави се“, са цитатом песме „Needles and Pins“, и „Она је тако проклето млада“ чиме је групи омогућен пробој на сцени. На овој плочи, са Парним Ваљком, први пут наступају Растко Милошев, Срећко Кукурић и Паоло Сфеци, а бенд напупштају Зоран Цветковић, Иван Пико Станчић и Златко Миксић Фума.

## Списак песама
1. „Када ноћ умјеша прсте у град“ – 3:21
2. „Још једна о храсту“ – 2:46
3. „Она је тако проклето млада“ – 2:47
4. „Кад Мики каже да се боји“ – 2:08
5. „Јави се“ – 2:30
6. „Хвала ти“ – 4:27
7. „Неда“ – 3:09
8. „Партнери за плес“ – 3:16
9. „Не ударај ме ниско“ – 1:23
10. „Вруће игре“ – 2:28
11. „Само сјећања“ – 3:59
12. „Ти повуци први потез“ – 3:57